# Heteronyx insignis
Heteronyx insignis är en skalbaggsart som beskrevs av Blackburn 1888. Heteronyx insignis ingår i släktet Heteronyx och familjen Melolonthidae. Inga underarter finns listade i Catalogue of Life.